# Ighil Bou Rioul
Ighil Bou Rioul ou  Irhil Bou Rioul (en berbère : Iɣil Buɣyul ; en caractères tifinaghs : ⵉⵖⵉⵍ ⴱⵓⵖⵢⵓⵍ ; en arabe : إغيل بوغيول) est une montagne de la Grande Kabylie située à 15 km au sud de la commune de Tizi Ouzou, et abritant l'ensemble des villages de Betrouna dont le village d'Imezdaten, Kemmouda, Taddart oufella et une partie des villages de Tirmitine et de Maâtkas dans le massif du Djurdjura, en Algérie.
La structure géographique de la région de Betrouna fait de cette montagne le point culminant de la commune de Tizi Ouzou a une altitude de 721 m.

## Toponymie
Ighil Bou Rioul est un nom d'origine berbère, Ighil signifiant « colline », et le mot Bou Rioul(Aghyoul) signifiant « de l'âne », ce qui donne la signification de « la colline de l'âne ».

## Localisation
La montagne d'Ighil Bou Rioul abrite le village d'Imezdaten, dans la commune de Tizi Ouzou et de nombreux villages, à la limite avec la commune de Maâtkas, dans la région de Betrouna. Elle est traversée par la route communale CW147 à l'ouest.